# AS Mónaco Basket
El AS Mónaco Basket es un club de baloncesto monegasco que actualmente compite en la LNB, la máxima categoría de este deporte en Francia, y donde ha participado de manera ininterrumpida desde 2015 cuando consiguió su ascenso a primera división. Disputa sus partidos en la Salle Gaston Médecin, con capacidad para 5000 espectadores.

El 23 de mayo de 2025 venció al Olympiacos  y logró meterse en la primera final de Euroliga en su historia.

## Posiciones en liga
| Temporada | Nivel | División | Pos. | Copa de Francia  | Pro A Leaders Cup | Competiciones europeas | Competiciones europeas | Competiciones europeas |
| --------- | ----- | -------- | ---- | ---------------- | ----------------- | ---------------------- | ---------------------- | ---------------------- |
| 2008–09   | 4     | NM2      | 9º   |                  |                   |                        |                        |                        |
| 2009–10   | 4     | NM2      | 7º   |                  |                   |                        |                        |                        |
| 2010–11   | 4     | NM2      | 1º   |                  |                   |                        |                        |                        |
| 2011–12   | 4     | NM2      | 1º   |                  |                   |                        |                        |                        |
| 2013–14   | 3     | NM1      | 1º   | Ronda de 64      |                   |                        |                        |                        |
| 2014–15   | 2     | Pro B    | 1º   | Ronda de 16      |                   |                        |                        |                        |
| 2015–16   | 1     | Pro A    | 3º   | Cuartos de final | Campeón           |                        |                        |                        |
| 2016–17   | 1     | Pro A    | 5º   | Cuartos de final | Campeón           | 3 Champions League     | 3º                     | 17–4                   |
| 2017–18   | 1     | Pro A    | 2º   | Cuartos de final | Campeón           | 3 Champions League     | RU                     | 17–4                   |
| 2018–19   | 1     | Pro A    | 2º   | Cuartos de final |                   | 2 EuroCup              | Top-16, 3º             | 9–7                    |
| 2019–20   | 1     | Pro A    | 2º   | Cuartos de final | Semifinales       | 2 EuroCup              | QF                     | 10–6                   |
| 2020–21   | 1     | Pro A    | 4º   | Cuartos de final |                   | 2 EuroCup              | C                      | 17–6                   |
| 2021–22   | 1     | Pro A    | 2º   | Semifinales      |                   | 1 Euroliga             | QF                     | 15–13                  |
| 2022–23   | 1     | Pro A    | 1º   | Campeón          |                   | 1 Euroliga             | 3º                     | 21–13                  |
| 2023–24   | 1     | Pro A    | 1º   | Semifinales      |                   | 1 Euroliga             | LR 3º- QF              | 23–11                  |

## Palmarés
- Euroliga: Subcampeón (2024-25)
- Campeón Eurocup: 2020-21
- Subcampeón Liga de Campeones de baloncesto: 2017-18

- Campeón LNB Pro A - 2023, 2024
- Campeón Leaders Cup - 2016, 2017, 2018
- Campeón Copa de baloncesto de Francia - 2023
- Campeón Pro B - 1973, 2015
- Campeón NM1 - 2014
- Campeón Grupo A NM2 - 2011, 2012

## Jugadores destacados
| - Éric Beugnot - Philip Szanyiel - Jean-Aimé Toupane - George Brosterhous - Christian Garnier - Georgy Adams - Henry Fields - Marco Killingsworth - Daniel McClintock - Quincy Taylor |  | - Marvin Moore - Jason Jones - Billy Joe Williams - Woody Edwards - Robert Smith - Dušan Kecman - / Michael Mokongo - / Kyle Milling - / Mehdi Labeyrie - / Derrick Obasohan |